# Gornozavodsk (Permský kraj)
Gornozavodsk (rusky Горнозаводск) je město v Permském kraji v Ruské federaci. Při sčítání lidu v roce 2010 měl bezmála jedenáct tisíc obyvatel.

## Poloha a doprava
Město leží v západním předhůří Středního Uralu v povodí Kamy na rozvodí mezi Kojvou a Vižají. Od Permu, správního střediska kraje, je vzdálen přibližně 190 kilometrů severovýchodně. Ze západu do města přichází silnice od Čusovoje, která pokračuje na severovýchod do Kačkanaru. Také je zde stanici na železnici z Permu přes Čusovoj do Kušvy a Jekatěrinburgu.

## Dějiny
Sídlo při zdejší železniční stanici Pašija vzniklo v roce 1947 spolu se stavbou cementárny. V roce 1950 získalo pod jménem Novopašijskij status sídla městského typu a v roce  1965 se pod jménem Gornozavodsk stalo městem.

### Rodáci
- Taťjana Germanovna Vlasovová (* 1977), orientační běžkařka